# Marguerite Broquedis

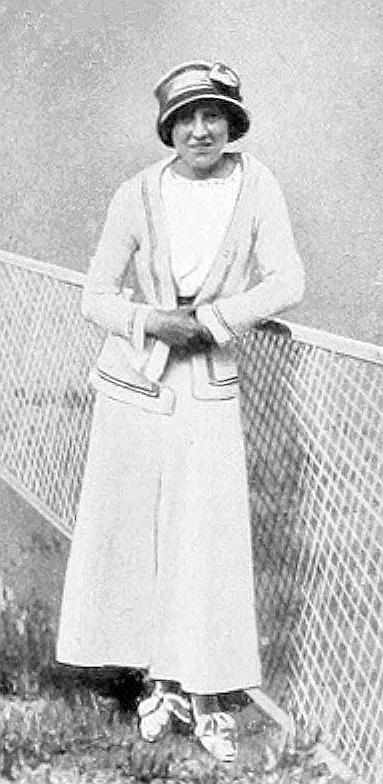
Marguerite Broquedis 1912

Marguerite Broquedis Bordes, född 17 april 1893 i Pau, Frankrike, död 23 april 1983 i Orléans, var en fransk tennisspelare. Marguerite Broquedis var den främsta kvinnliga tennisspelaren i Frankrike under 1910-talet åren före Suzanne Lenglens genombrott. 

## Tenniskarriären
Broquedis vann 1912 sin första internationella titel i de Olympiska sommarspelen i Stockholm. Hon nådde då singelfinalen där hon besegrade tyskan Dora Köring i tre set. Förutom guldmedaljen i singel vann hon också brons i mixed dubbel utomhus tillsammans med Albert Canet efter segrande Dora Köring/Heinrich Schomburgk och det svenska paret Gunnar Settervall och Sigrid Fick.
År 1912 vann Broquedis singeltiteln i de parisiska internationella franska mästerskapen (på engelska kallade World Hard Court Championships, beskrivs i artikeln Franska öppna) som spelades för första gången. Hon finalbesegrade tyskan Mieken Rieck.
Broquedis vann 1913 och 1914 singeltiteln i de då för utlänningar stängda Franska mästerskapen. År 1914 vann hon titeln genom att i finalen besegra den då nyss 15-åriga Suzanne Lenglen med siffrorna 5-7, 6-4, 6-3. Samma säsong spelade hon mixed dubbelfinal i Wimbledonmästerskapen tillsammans med nyzeeländaren Anthony Wilding. Paret förlorade mot James Cecil Parke/Ethel Thomson Larcombe (4-6, 6-4, 6-2).
Broquedis vann 1927 sin första och enda titel i en Grand Slam-turnering då hon tillsammans med fransmannen Jean Borotra i mixed dubbel-finalen i Franska mästerskapen besegrade paret Lili de Alvarez (Spanien) /Bill Tilden (USA) med siffrorna 6-4, 2-6, 6-2.

## Grand Slam-titlar
- Franska mästerskapen
  - Singel - 1913, 1914 (slutna nationella mästerskap)
  - Mixed dubbel - 1927